# Stjepan Kulinić

Stjepan Kulinić (mort en 1236) est un ban de Bosnie, qui régna entre 1204 et 1232. Il était le fils du ban Kulin et, ainsi, membre de la dynastie des Kulinić. Catholique fervent et vassal de la Hongrie, il contra la politique de son père en persécutant les bogomiles, considérés comme hérétiques par l'Église catholique romaine. Peu populaire en Bosnie, il fut chassé du pouvoir et fut ainsi le dernier membre de la dynastie à régner. 

## Règne
Stjepan Kulinić respecta strictement la doxa de l'Église catholique romaine. Mais le pape persuadé que la Bosnie retournait à ses errements, et prévenu par les Hongrois que les Bosniens ne respectaient pas la stricte foi romaine (en raison notamment des lacunes de ses clercs et du particularisme catholique bosniaque), le pape Honorius III incita le 15 mai 1225 les Hongrois à organiser une croisade. L'évêque de Kalocsa accepta de diriger la croisade, à condition que le pape rattache l'évêché de Bosnie à son diocèse. Ce qui finit par arriver en 1252 avec le pape Innocent IV.
En appuyant l'Église catholique romaine, Stjepan Kulinić perdit le soutien des partisans au maintien du particularisme catholique bosniaque. Cela lui valut d'être déposé en 1232 par ces derniers. Il fut remplacé par Matej Ninoslav et dut se retirer auprès de son fils Sibislav, prince d'Usora. Il mourut auprès de lui en 1236.

## Source
- (en) Florian Curta, Southeastern Europe in the Midle Age 500-1250, Cambridge, Cambridge University Press, 2006, 496 p. (ISBN 978-0-521-89452-4), p. 389-400 « Beetwen the Crusade and the Mongol Invasion: Serbia and Dalmatia »